# Bouguenais
Bouguenais is een gemeente in het Franse departement Loire-Atlantique (regio Pays de la Loire). De plaats maakt deel uit van het arrondissement Nantes en van het gemeentelijk samenwerkingsverband Nantes Métropole. De gemeente telde 20.590 inwoners op 1 januari 2022.
Bouguenais is een voorstad van Nantes, waar de luchthaven van Nantes en industrie gevestigd is.

## Geografie
De oppervlakte van Bouguenais bedroeg op 1 januari 2022 31,5 vierkante kilometer; de bevolkingsdichtheid was toen 653,7 inwoners per km². De gemeente ligt op de linkeroever van de Loire, ten zuiden van Nantes.
De gemeente heeft twee grote bevolkingscentra: het centrum (Bourg) en Couëts, gelegen in de noordoosten van de gemeente.

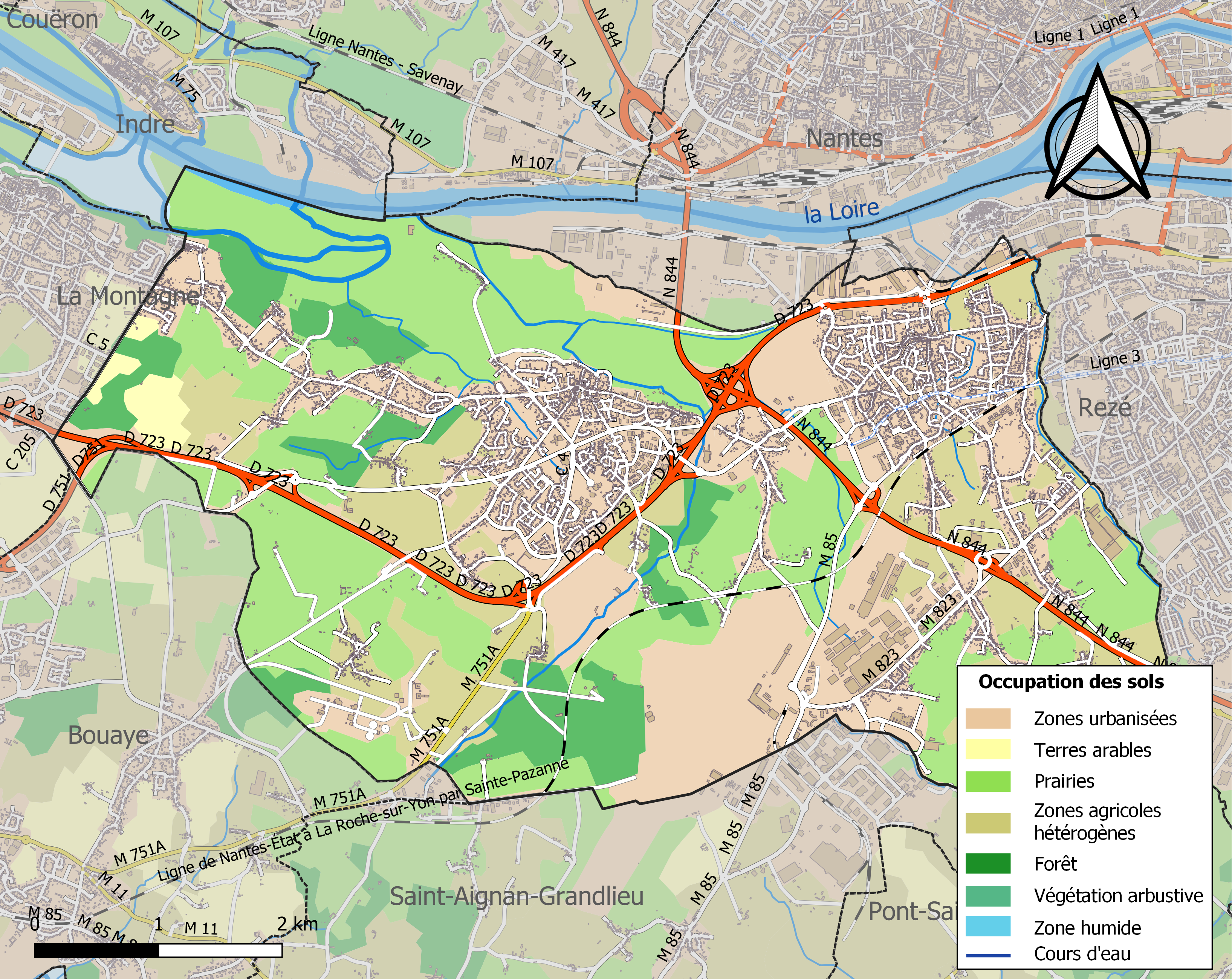
Kaart van de gemeente met de belangrijkste infrastructuur, bodemgebruik en omliggende gemeenten

## Demografie
Onderstaande figuur toont het verloop van het inwonertal (bron: INSEE-tellingen).

## Verkeer en vervoer
De luchthaven van Nantes, Aéroport Nantes Atlantique, ligt in de gemeente.
Lijn 3 van de tram van Nantes rijdt door Bouguenais.

## Geschiedenis
De Gallo-Romeinse stad Ratiatum (Rezé) strekte zich uit tot op het grondgebied van de gemeente Bouguenais. Deze stad van de Pictones bloeide van de 1e tot de 3e eeuw.

## Geboren in Bouguenais
- Cyrille Guimard (1947), voormalig wielrenner en ploegleider